# Ljiljana Mugoša
Ljiljana Mugoša   (Podgorica, 10 d'abril de 1962) és una ex-jugadora d'handbol montenegrina que va competir sota bandera de Iugoslàvia durant la dècada de 1980. És germana de la també jugadora d'handbol Svetlana Mugoša-Antić.
El 1984 va prendre part en els Jocs Olímpics de Los Angeles, on guanyà la medalla d'or en la competició d'handbol. Quatre anys més tard, als Jocs de Seül, fou quarta en la mateixa competició. Amb la selecció iugoslava també guanyà una medalla de bronze al Campionat del món d'handbol de 1982.
A nivell de clubs s'inicià al Budućnost Titograd, on va jugar fins a 1989 i amb el qual guanyà la Copa d'Europa dels vencedors de copa de 1985, la Copa EHF de 1987, la lliga iugoslava de 1985 i la copa iugoslava de 1984. El 1989 fitxà per l'equip francès USM Gagny, amb qui guanyà la lliga francesa de 1991 i 1992 i la copa francesa de 1992 i 1993.